# Slikkerveer
Slikkerveer ist ein Ort in der Provinz Zuid-Holland in den Niederlanden. Der Ort hat etwa 9400 Einwohner auf einer Fläche von etwa 2,7 km². Das Dorf gehört zur Gemeinde Ridderkerk.

## Infrastruktur und Gebäude
Slikkerveer liegt an den Flüssen Noord (im Osten) und Nieuwe Maas (im Norden). Im 19. und 20. Jahrhundert gab es dann auch viele Werften und während der Sturmflut von 1916 wurden die Dörfer Slikkerveer und Ridderkerk überflutet.
Der Wasserbus Rotterdam-Dordrecht hat eine Haltestelle in Slikkerveer. Am gleichen Platz gibt es eine Fähre für Fußgänger und Fahrräder nach Kinderdijk und ihren Mühlen im Alblasserwaard und Krimpen aan de Lek im Krimpenerwaard.
Das aus dem Jahre 1746 stammende Landhaus Huys ten Donck mit dem Gutshof Donckse Bos befindet sich am Ringdeich am westlichen Rand des Dorfes. Das Landhaus mit Gutshof gehört seit 1702 zum niederländischen Adelsgeschlecht Groeninx van Zoelen.
Am Ringdeich am östlichen Rand des Ortes stehen die Schlossruine des Huys te Woude aus dem Jahr 1371 sowie der monumentale Bauernhof Huis te Woude aus dem Jahr 1610.

## Söhne und Töchter
- Jan Eijkelboom (1926–2008), Journalist, Dichter, Schriftsteller und Übersetzer
- Cornelis Pot (1885–1977), Industrieller und Erfinder der Notenschrift Klavarskribo
- Hanneke Roelofsen (* 1956), Bildhauerin, Grafikerin und Malerin
- Hubert Slings (* 1967), Niederlandist, Mediävist und Literaturhistoriker
- Willem Benjamin Smit (1860–1950), Industrieller
- Henk Warnas (* 1943), Fußballspieler

Mit dem Dorf verbundene Personen
- Margriet van der Linden (* 1970), Journalistin und Fernsehmoderatorin (aufgewachsen)
- Cora van Nieuwenhuizen (* 1963), Politikerin (erste Jahre ihres Lebens)
- Paul Verhoeven (* 1938), Filmregisseur und -produzent (erste Jahre seines Lebens)

## Bilder

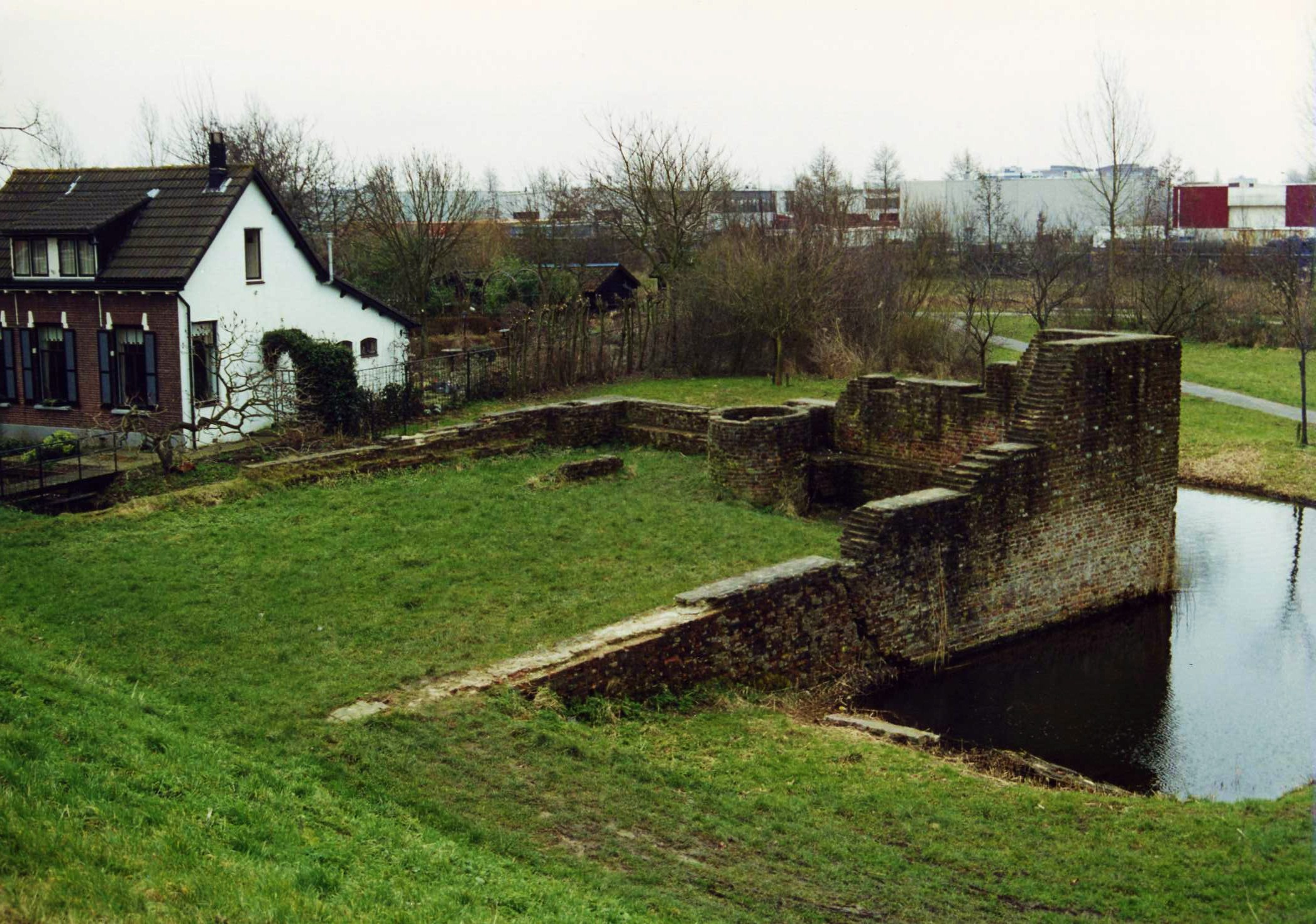
Die Schlossruine Huys te Woude
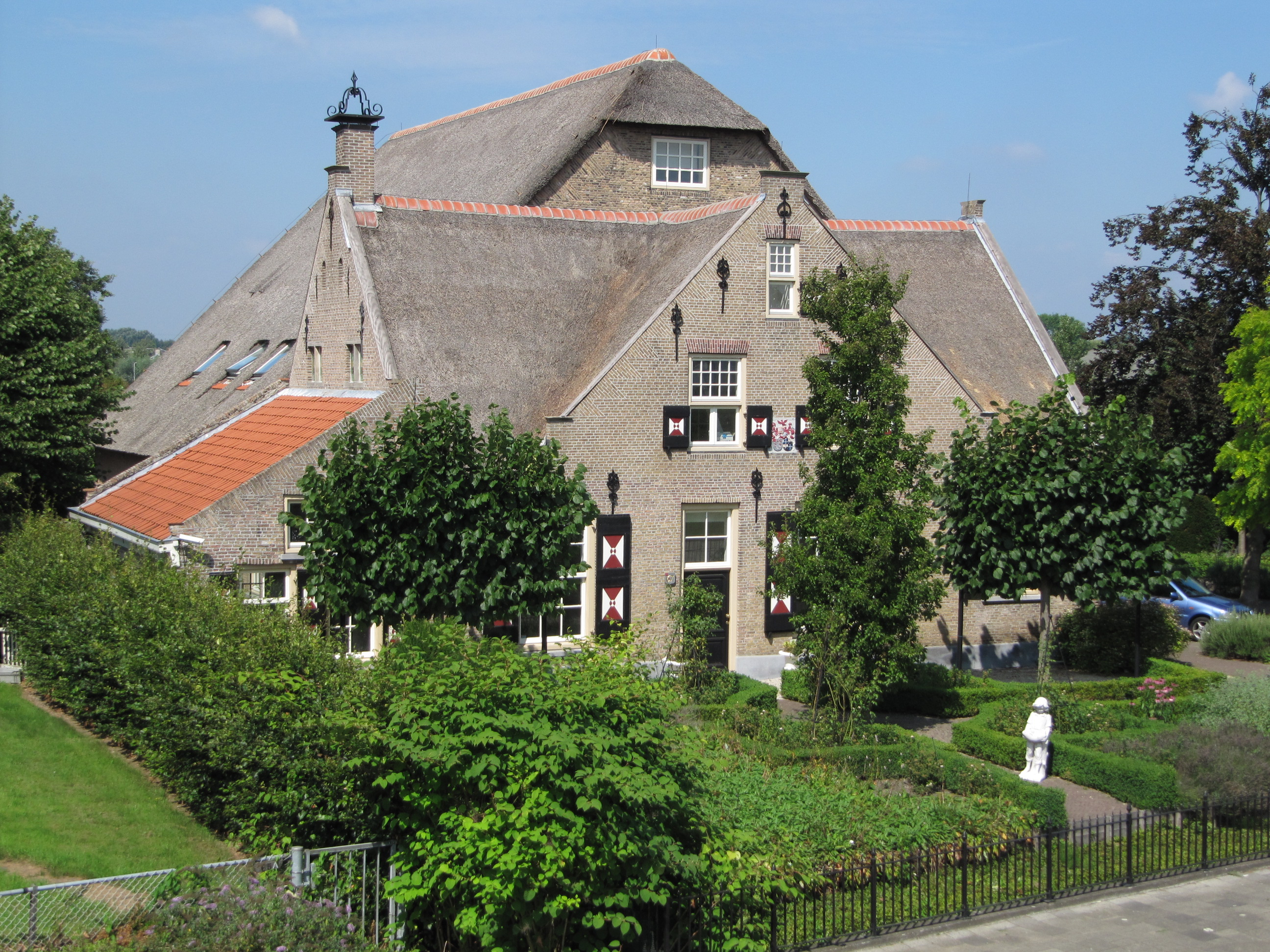
Der Bauernhof Huis te Woude
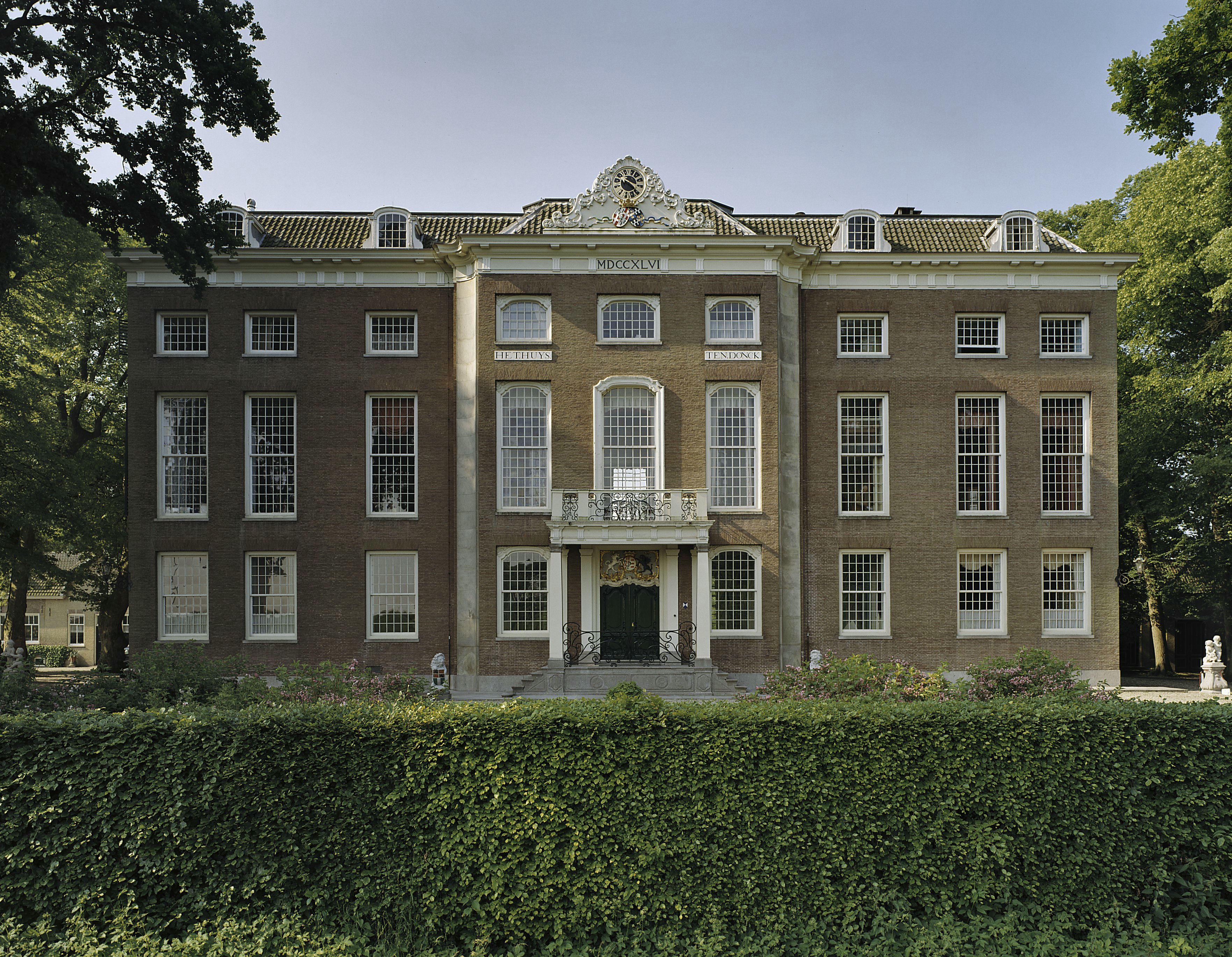
Das Landhaus Huys ten Donck
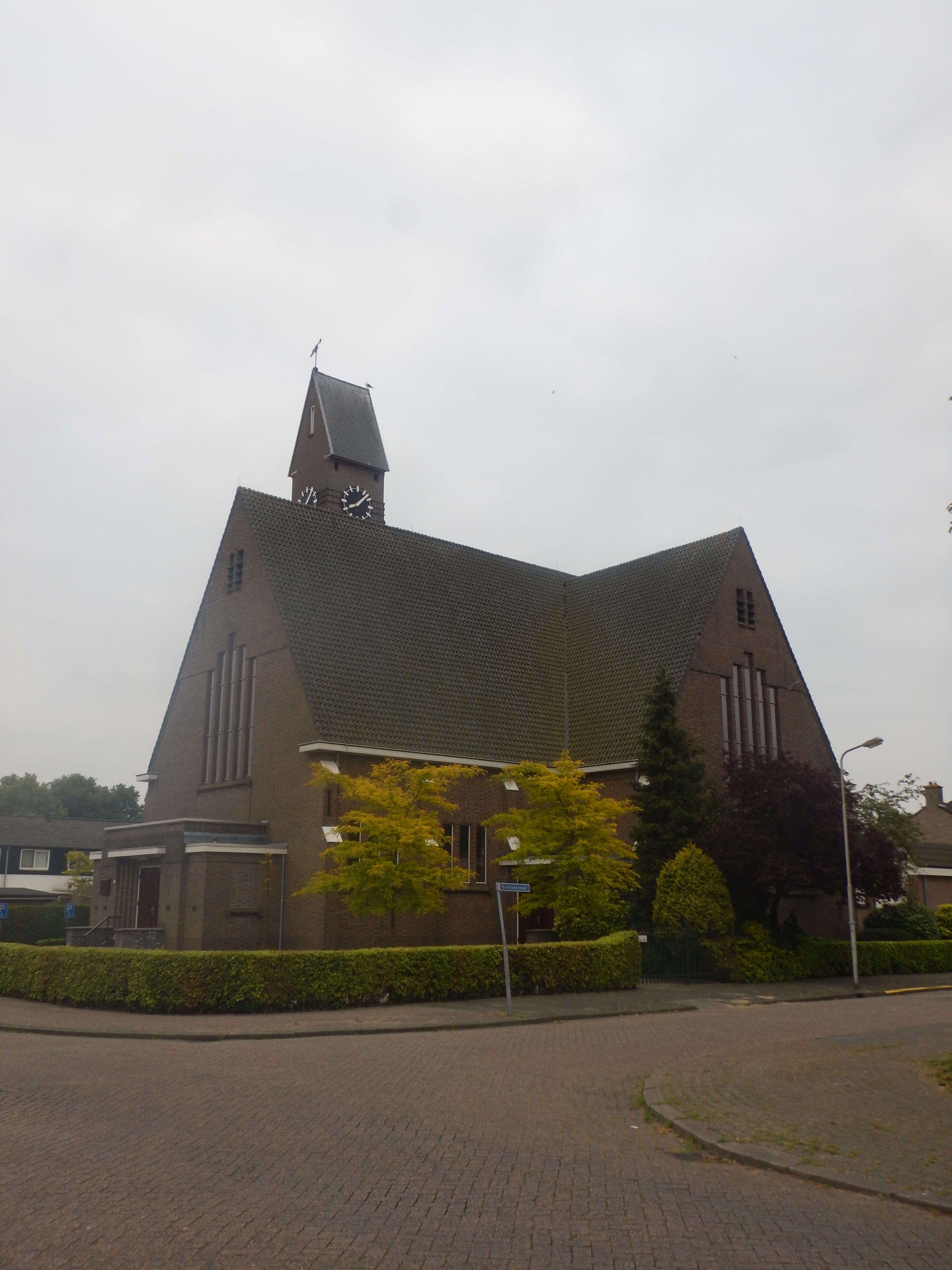
Die Niederländisch-reformierte Kirche Wilhelminakerk
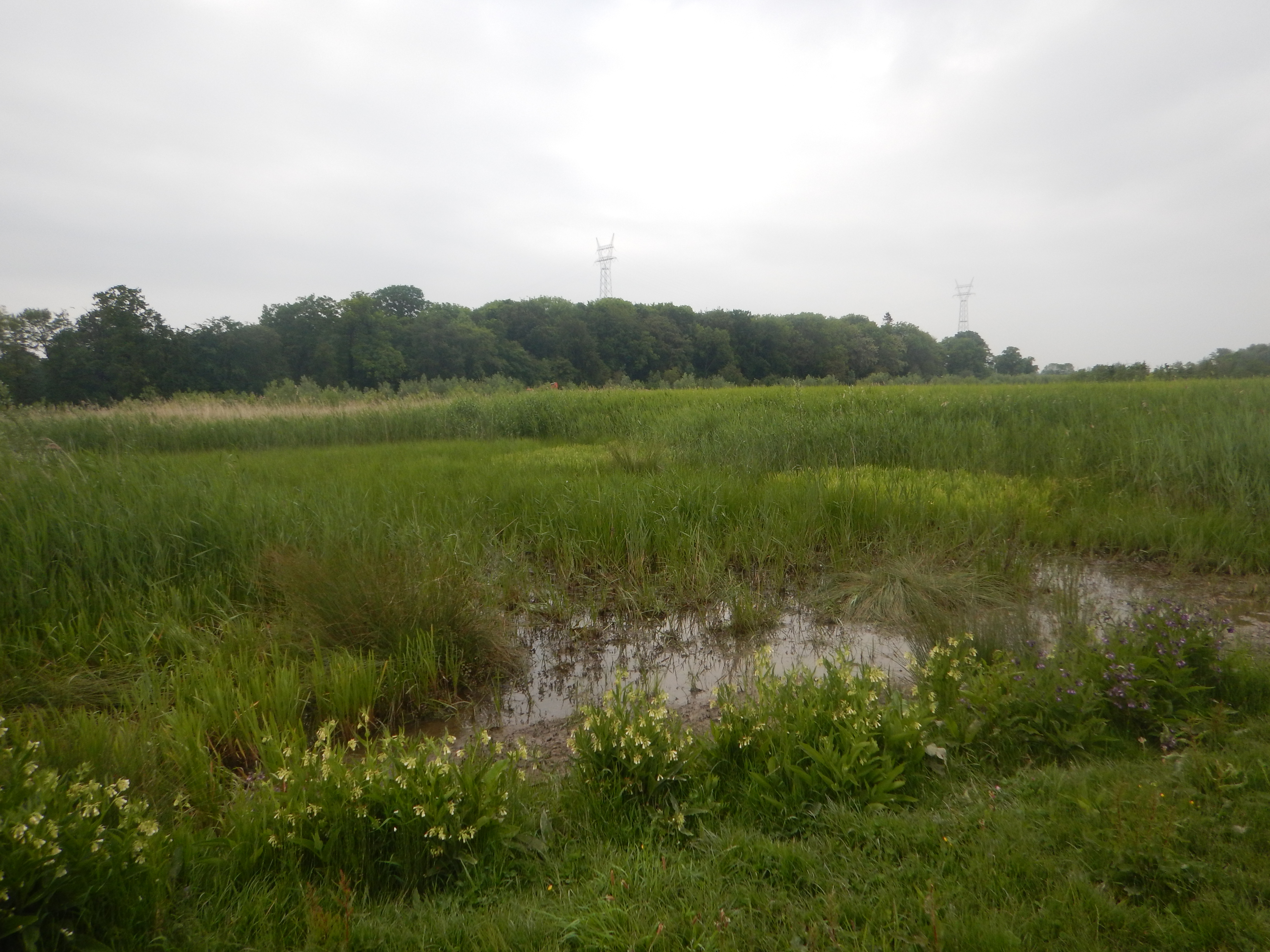
Das Naturgebiet Donckse Velden mit dem Gutshof Donckse Bos im Hintergrund
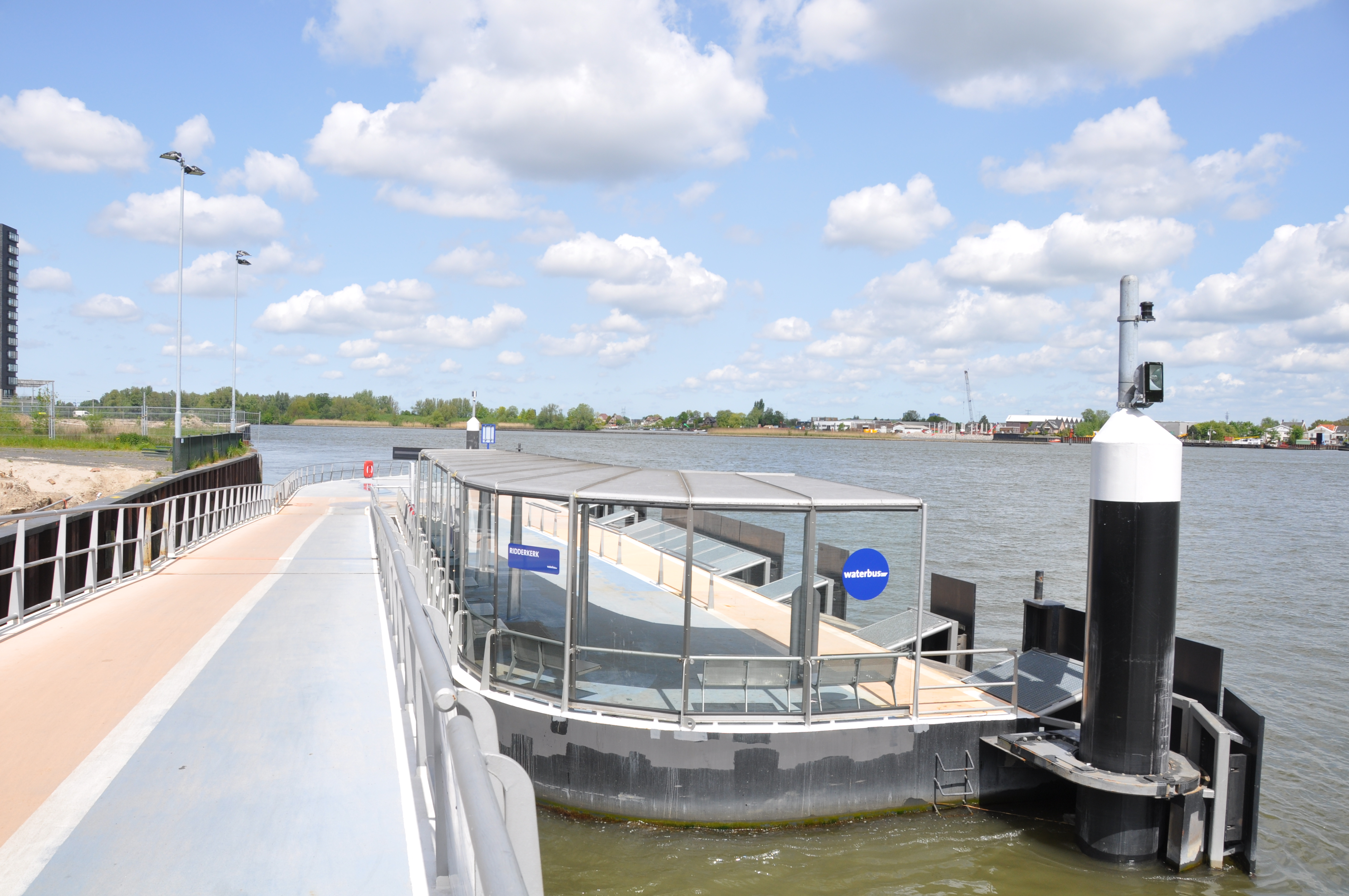
Wasserbushaltestelle Slikkerveer
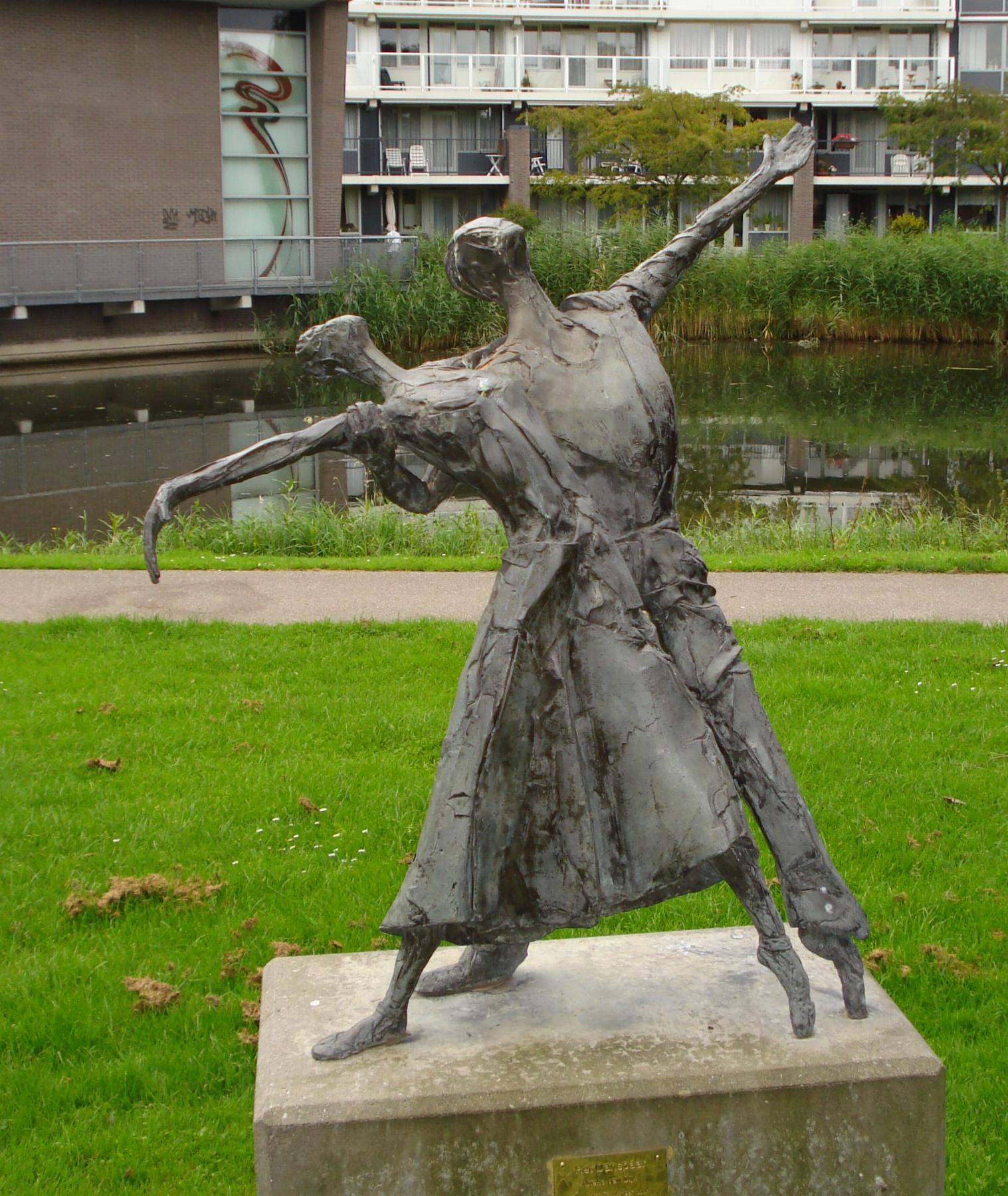
Bildhauerkunst